# William Weld
William Floyd Weld, född 31 juli 1945 i Smithtown, New York, är en amerikansk republikansk politiker. Han var guvernör i delstaten Massachusetts 1991–1997.
Weld efterträdde 1991 Michael Dukakis som Massachusetts guvernör. I senatsvalet 1996 förlorade Weld mot ämbetsinnehavaren John Kerry. År 1997 avgick Weld sedan som guvernör efter att ha blivit utnämnd till USA:s ambassadör i Mexiko. Viceguvernör Paul Cellucci blev efter Welds avgång tillförordnad guvernör. Utnämningen av Weld godkändes inte av senaten och därmed kunde han inte tillträda befattningen som ambassadör.
Den 15 februari 2019 meddelade Weld att han hade bildat en sonderingskommitté för att kandidera till president år 2020 som en republikanernas kandidat. Han anklagade Trump för att ha "visat förakt för det amerikanska folket." Den 15 april 2019 meddelade Weld officiellt att han skulle kandidera till president. Weld avbröt sin presidentkampanj den 18 mars 2020.
Mellan 1975 och 2002 var han gift med Susan Roosevelt Weld. Paret har fem barn tillsammans. Hans andra och nuvarande maka är författaren Leslie Marshall. 